# Expo Tel-Aviv
Az Expo Tel-Aviv egy vásártér, amely Tel-Aviv északi részén, Izraelben található. Ez a helyszín számos rendezvénynek adott már helyszínt, többek között koncerteknek, kiállításoknak, vásároknak és konferenciáknak is.
1932-ben alapították a  Yarid HaMizrach nevű kikötőtől nem messze. Először a  Levant Vásár helyén helyezték el, viszont a vásárokat 1959-ben a Rokach Boulevard 101-be (Yarkon Park és a Tel-Aviv Egyetem közelében) helyezték át. A helyszín közvetlenül elérhető az Ayalon autópályáról, a tel-avivi közlekedési artériából, valamint a Tel-Aviv Egyetem vasútállomásáról.
Az Expo Tel-Aviv körülbelül 2,5 millió látogatót fogad, 45 és 60 fő eseményt szervez évente. A komplexum csarnokokat, pavilonokat és egy nagy szabadtéri helyet, beleértve egy vidámparkot is tartalmaz. A közelben található a Drive in Aréna, amely éppen azon az területen épült, ahol az ország első autósmozija volt.
2018. szeptember 13-án bejelentették, hogy a Tel-Avivi Nemzetközi Kiállítási Központ 2-es pavilonjában rendezik a 2019-es Eurovíziós Dalfesztivált, melyet május 14-e és 18-a között tartanak. A versenyt Hollandia nyerte meg.